# Horní Kalná
Horní Kalná település Csehországban, Trutnovi járásban. Horní Kalná Čistá u Horek, Studenec, Dolní Kalná, Dolní Branná és Kunčice nad Labem településekkel határos. Lakosainak száma 374 fő (2024. január 1.).

## Népesség
A település lakosságának változását az alábbi diagram mutatja:
| Lakosok száma | 1018 | 958  | 823  | 470  | 366  | 323  | 365  | 366  | 366  | 374  |
|               | 1869 | 1890 | 1921 | 1950 | 1980 | 2001 | 2017 | 2019 | 2022 | 2024 |